# Leptosphaerulina argentinensis
Leptosphaerulina argentinensis är en lavart som först beskrevs av Speg., och fick sitt nu gällande namn av J.H. Graham & Luttr. 1961. Leptosphaerulina argentinensis ingår i släktet Leptosphaerulina, ordningen Pleosporales, klassen Dothideomycetes, divisionen sporsäcksvampar och riket svampar.   Inga underarter finns listade i Catalogue of Life.